# 七和站

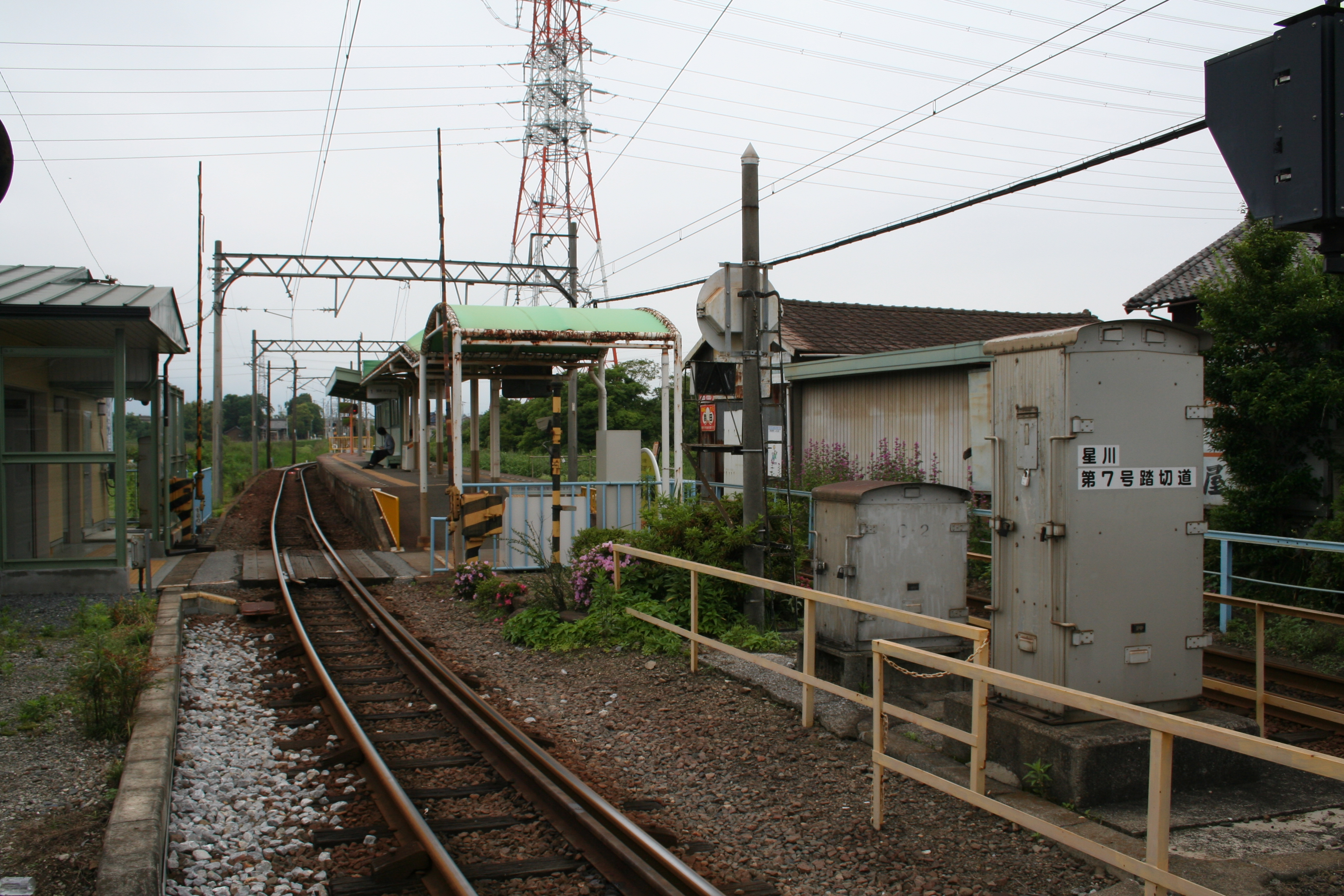
站內（望向西桑名一方）

七和站（日语：／ Nanawa eki */?）是位於三重縣桑名市大字芳崎，三岐鐵道的北勢線車站。

## 歷史
- 1914年（大正3年）4月5日 - 北勢鐵道車站啟用。啟用時沒有列車交會設備。
- 1934年（昭和9年）6月27日 - 公司名稱改變，成為北勢電氣鐵道車站[1]。
- 1944年（昭和19年）2月11日 - 公司合併，成為三重交通車站[1]。
- 1963年（昭和38年）3月23日 - 隨著桑名工業高校開校，使用者人次有所增加，車站遷移至現地。在遷移前位於現時靠近桑名一方。
- 1964年（昭和39年）2月1日 - 鐵路事業轉讓至三重電氣鐵道[1]。
- 1965年（昭和40年）4月1日 - 近畿日本鐵道與三重電氣鐵道合併，此站成為近鐵車站[1]。
- 1968年（昭和43年）2月22日 - 停止使用站內貨物側線。
- 1980年（昭和55年）8月21日 - 此站可預約購買定期券。
- 2000年（平成12年）3月1日 - 成為無人車站。
- 2003年（平成15年）4月1日 - 北勢線轉讓至三岐鐵道[1]。
- 2004年（平成16年）4月17日 - 首班車起，由原來靠右進站變為靠左進站。
- 2005年（平成17年）9月1日 - 車站大樓翻新。
- 2006年（平成18年）2月15日 - 車站大樓靠近桑名一方，位於路軌南邊設有舊月台。

## 車站構造
車站是一座地面車站，設有1面2線的島式月台。在2005年（平成17年），車站大樓進行翻新，同時設置了自動售票機，增設廁所和站前接送空間。車站鄰接單車停泊處也是新建。

### 月台
| 月台     | 路線    | 上下行 | 方向       |
| -------- | ------- | ------ | ---------- |
| （北邊） | ■北勢線 | 上行   | 西桑名方向 |
| （南邊） | ■北勢線 | 下行   | 阿下喜方向 |

※在旅客資訊上沒有上月台編號。

## 特徴
- 車站大樓是在近鐵時代建成，並於2005年（平成17年）翻新。
- 下行路軌可向上行方向逆向出發（折返）。
- 此站沒有安全側線，因此上下行列車不可同時進入此站。
- 下行線靠近起點處設有站內平交道。
- 此站是無人車站，下行線月台設有閉路電視，由東員站遠端監制此站。
- 車站大樓內設有自動售票機1台、自動閘機（2座，當中1座是可讓輪椅人士使用的闊閘機）和自動補票機（日语：自動精算機）1台。
- 上述的自動售票機可購買普通車票、回數票。不可購買定期票。
- 此站設有廁所。
- 廁所位於閘口內，為男女共用多用途廁所。
- 站前沒有免費停車場，因此不可以進行泊車轉乘。
- 站前設有停車空間，因此方便在此站進行接送。但是停車空間比起其他站較狹窄。
- 站前設有免費單車停泊場地（52個泊位）。
- 沒有的士於此站候客。
- 站前廣場設有電話亭。
- 部分車站設施為無障礙設施。

## 利用狀況
根據「三重縣統計書」，以下為1日平均乘車人次。
| 年度   | 一日平均 乘車人次 |
| ------ | ----------------- |
| 1997年 | 511               |
| 1998年 | 507               |
| 1999年 | 495               |
| 2000年 | 452               |
| 2001年 | 425               |
| 2002年 | 362               |
| 2003年 | 346               |
| 2004年 | 323               |
| 2005年 | 319               |
| 2006年 | 340               |
| 2007年 | 320               |
| 2008年 | 322               |
| 2009年 | 302               |
| 2010年 | 311               |
| 2011年 | 302               |
| 2012年 | 302               |
| 2013年 | 310               |
| 2014年 | 310               |
| 2015年 | 332               |
| 2016年 | 332               |
| 2017年 | 328               |
| 2018年 | 331               |
| 2019年 | 318               |

## 車站周邊
- 桑名市七和地區市民中心
- 三重縣立桑名工業高等學校（日语：三重県立桑名工業高等学校）
- 桑名七和郵局
- 山森株式會社（日语：ヤマモリ (食品メーカー)）桑名工場（製造醬油等食品）

## 相鄰車站
三岐鐵道
■北勢線
星川－七和－穴太

## 註腳
1. 1 2 3 4 5 6  曾根悟（監修）. 朝日新聞出版分冊百科編集部（編集） , 编. . 週刊朝日百科. 26号 長良川鉄道・明知鉄道・樽見鉄道・三岐鉄道・伊勢鉄道. 朝日新聞出版. 2011-09-18: 26 （日语）.
2. ↑  三重県統計書 （页面存档备份，存于）（日語） - 三重縣